# Alfredo Felipe Fuentes
Alfredo Felipe Fuentes (sinh ngày 26 tháng 5 năm 1949) là nhà báo độc lập, nhà bất đồng chính kiến người Cuba. Ông là hội viên của Công đoàn bất hợp pháp "Hội đồng hợp nhất thợ thuyền Cuba" và nhà hoạt động trong dự án Varela.
Ông bị chính quyền Cuba bắt trong vụ mùa Xuân đen năm 2003 và bị kết án 26 năm tù.